# ドリア旋法
ドリア旋法（ドリアせんぽう）は、音楽における旋法の一種である。
現在一般にドリア旋法として知られている教会旋法の第一旋法のドリア旋法は、古代ギリシャのドリア旋法にその名が由来するが、両者の内容は全く異なるものである。

## 古代ギリシャのドリア旋法
ドリア旋法は、ギリシャのドーリア人にちなんで名づけられている。古代ギリシャの音楽理論は、1オクターヴの音階に見られる音程関係をオクターヴ種に分類した。その中でドリアのオクターヴ種は2つのテトラコルドを全音を挟んで連結した、ヒュパテー・メソーンからネーテー・ディエゼウグメノーンの1オクターブの音階であり、ディアトニックのテトラコルド (半音・全音・全音) による場合、これは現代の音名では、e′–e″の全音階の1オクターヴ
[ E F G A ][ B C D E ]
に相当する。
他のオクターヴ種は以下のように名付けられた。
- ヒポリディア (f′–f″)
- ヒポフリギア (g′–g″)
- ヒポドリア旋法 (a′–a″)
- ミクソリディア旋法 (b–b′)
- リディア (c′–c″)
- フリギア旋法 (d′–d″)

## 教会旋法のドリア旋法
古代ギリシャの音楽理論は、ボエティウスの『音楽教程 De institutione musica』でラテン語に翻訳されて伝えられ、後に中世ヨーロッパの音楽理論家はこれを教会旋法と結び付けた。しかし、オクターヴ種と教会旋法という本質的に無関係な体系を結びつけたために混乱が生じた。このため、教会旋法におけるドリア旋法は古代ギリシャとは異なり、D音をフィナリスとする正格旋法を指す。
その音階（D E F G A B C D）は対称的な構成をしており、全音と半音の並び方が全-半-全-全-全-半-全となる。これは短音階と比較すると、第6音（ニ短調の短音階でいえばD E F G A Bb C DのBb）に違いがあることから、ドリア旋法を特徴付けるこの第6音をドリアの6（ドリアの六度）と呼ぶ。